# Rzeka międzynarodowa
Rzeka międzynarodowa (inaczej rzeka umiędzynarodowiona) – w prawie międzynarodowym jest to rzeka, która spełnia warunki:
- geograficzne – przepływa kolejno przez terytoria co najmniej dwóch państw lub stanowi między nimi granicę,
- żeglowności – jest spławna, żeglowna, wpada do morza lub jest z nim połączona pośrednio przez kanał lub inną rzekę,
- prawne – na mocy umowy międzynarodowej została ustanowiona na rzece wolność żeglugi dla statków handlowych wszystkich państw.

Rzekami międzynarodowymi są m.in. Dunaj, Cisa, Ren, Łaba, Odra z Wartą i Notecią oraz Niemen.